# Болгар (радио)
Вижте пояснителната страница за други значения на Болгар.
Радио Болгар (на татарски: Болгар радиосы) е радиостанция от град Казан в Татарстан, Русия. Излъчва на двата държавни езика на републиката – 95 % от времето си на излъчване е на татарски, а 5 % на руски. Радиото излъчва денонощно на територията на Татарстан, в FM диапазон. Стартира излъчването си на 26 август 2002 г. Освен новини, радиото излъчва програми на тема – спорт, култура, политика, религия, лични взаимоотношения, предавания за деца и др.